# Anselmo García MacNulty
Anselmo García MacNulty, né le 19 février 2003 à Séville en Espagne, est un footballeur irlandais qui évolue au poste d'arrière gauche au PEC Zwolle.

## Biographie

### En club
Né à Séville en Espagne, d'un père espagnol et d'une mère irlandaise originaire du comté de Clare, Anselmo García MacNulty est formé par l'un des clubs de sa ville natale, le Betis Séville. Lors de l'été 2019 il rejoint le VfL Wolfsburg, afin d'y poursuivre sa formation. Le transfert est annoncé le 31 mai 2019.
Le 19 juillet 2022, Anselmo García MacNulty est prêté au NAC Breda pour une saison.
Il joue ainsi son premier match en professionnel avec ce club, le 5 août 2022, lors de la première journée de la saison 2022-2023 contre Helmond Sport. Il est titularisé, et son équipe s'impose par un but à zéro.
Le 26 juillet 2023, Anselmo García MacNulty quitte définitivement Wolfsburg sans y avoir joué le moindre match, afin de rejoindre le PEC Zwolle, tout juste promu en première division. Il signe un contrat d'une saison avec une autre année supplémentaire en option,.
Il découvre ainsi l'Eredivisie, l'élite du football néerlandais, jouant son premier match sous ses nouvelles couleurs dans cette compétition le 27 août 2023 face au FC Utrecht, lors de la troisième journée de la saison 2023-2024. Il entre en jeu et son équipe s'impose par un but à zéro ce jour-là.

### En sélection
Anselmo García MacNulty est sélectionné avec l'équipe d'Irlande des moins de 19 ans de 2021 à 2022, jouant au total sept matchs et marquant un but.
Il joue son premier match avec l'équipe d'Irlande espoirs le 26 mars 2023, contre l'Islande. Il est titularisé au poste de défenseur central et son équipe s'impose ce jour-là par deux buts à un.